# Dune 2000
Dune 2000 es un videojuego de estrategia en tiempo real programado por Intelligent Games y lanzado por Westwood Studios en 1998 para Microsoft Windows. Más tarde, en 1999, se amplió a PlayStation. La historia es una adaptación parcial de Dune II, que está basado libremente en el universo de Dune, la novela de Frank Herbert.